# 天主教图森教区
天主教圖森教區（拉丁語：Dioecesis Tucsonensis）是美國一個羅馬天主教教區，屬於聖菲總教區。
範圍包括亞利桑那州東南部九個縣，但不包括希拉河印第安保留地。2010年有教友382,123人、75個堂區、214名司鐸。現任教區主教為傑拉德·基卡納斯。
1868年設亞利桑那代牧區，1897年5月8日升為教區。